# Eugen Ingebretsen
Carl Eugen Ingebretsen (Oslo, 30 de desembre de 1884 – Oslo, 11 de gener de 1939) va ser un gimnasta noruec que va competir durant el primer quart del segle xx. En el seu palmarès destaquen tres medalles del programa de gimnàstica, sempre en competicions per equip com a membre de l'equip noruec.
El 1906 va prendre part en els Jocs Intercalats d'Atenes, on va guanyar la medalla d'or en la prova per equips del programa de gimnàstica. Dos anys més tard, als Jocs Olímpics de Londres, va guanyar la medalla de plata en la prova del concurs complet per equips. Aquest mateix any també disputà el concurs complet individual, però es desconeix la posició final en què acabà.
La darrera medalla l'aconseguí als Jocs d'Estocolm de 1912, on guanyà la medalla de bronze en el concurs per equips, sistema suec del programa de gimnàstica.